# Liste der Mitglieder der Deutschen Akademie der Naturforscher Leopoldina/1707
Die Liste der Mitglieder der Deutschen Akademie der Naturforscher Leopoldina für 1707 enthält alle Personen, die im Jahr 1707 zum Mitglied ernannt wurden. Insgesamt gab es acht neu gewählte Mitglieder.

## Mitglieder
| Nr. | Name                              | Beiname       | Geboren       | Aufnahme | Gestorben     | Bild                   | Datenbank |
| --- | --------------------------------- | ------------- | ------------- | -------- | ------------- | ---------------------- | --------- |
| 269 | Johann Adam Lospichler            | Polyarchus I. |               | 17. Jan. | 1723          |                        | 5031      |
| 270 | Ulrich Nimptsch                   | Theon         | 14. Okt. 1672 | 3. Mrz.  | 16. Dez. 1726 |                        | 5839      |
| 271 | Gottfried David Mayer             | Menemachus    | 9. Nov. 1659  | 3. Mrz.  | 28. Nov. 1719 |                        | 5573      |
| 272 | Samuel Steuerlein                 | Agrius        | 14. Sep. 1655 | 16. Mrz. | 30. März 1725 |                        | 6787      |
| 273 | Gottlieb von Albrecht und Baumann | Diagoras      | 7. März 1671  | 25. Apr. |               |                        | 1612      |
| 274 | Michael Angelus Mori              | Rubrius       |               | 30. Jun. |               |                        | 5726      |
| 275 | Giovanni Maria Lancisi            | Caesarius     | 26. Okt. 1654 | 11. Nov. | 20. Feb. 1720 | Giovanni Maria Lancisi | 4630      |
| 276 | Antonio Vallisnieri               | Philagrius I. | 3. Mai 1661   | 12. Nov. | 28. Jan. 1730 | Antonio Vallisnieri    | 7021      |

## Hinweis zu den Lebensdaten
In der Liste sind zunächst die Lebensdaten gemäß Archiv der Leopoldina aufgenommen. Diese beziehen sich auf die Angaben gem. Büchner (1755), Neigebaur (1860) und Ule (1889). Die Lebensdaten im Namensartikel können daher von den Lebensdaten in der Liste abweichen.